# محمد نوري زاد
محمد نوري زاد , من مواليد 10 ديسمبر 1952, وهو مخرج سينمائي إيراني سابق، وناقد سياسي ومعارض والكاتب في صحيفة كيهان, اشتهر بانتقاده لمنظمه حزب الله واشاد بالعاهل السعودي سلمان بن عبد العزيز آل سعود لإطلاق عملية عاصفة الحزم عام 2015, وكان نوري زاد اعترض على سياسة القمع التي اتخذها الحكومة الإيرانية ضد المحتجين سنة 2009, وأودع السجن عده مرات وينتقد علي خامئني بأنه وراء اشعال الحرب بالوكالة .